# Ciboria
Ciboria Fuckel (kubianka) – rodzaj grzybów z rodziny Sclerotiniaceae.

## Systematyka i nazewnictwo
Pozycja w klasyfikacji według Index Fungorum: Sclerotiniaceae, Helotiales, Leotiomycetidae, Leotiomycetes, Pezizomycotina, Ascomycota, Fungi.
Synonimy: Ciboriopsis Dennis, Moellerodiscus Henn., Piceomphale Svrček.

## Gatunki występujące w Polsce
- Ciboria acerina Whetzel & N.F. Buchw. ex J.W. Groves & M.E. Elliott 1961[3]
- Ciboria alni (Maul) Whetzel 1945
- Ciboria amentacea (Balb.) Fuckel 1870 – kubianka kotkowa
- Ciboria batschiana (Zopf) N.F. Buchw. 1947 – kubianka talerzykowata
- Ciboria betulae (Woronin) W.L. White 1941 – kubianka brzozowa
- Ciboria caucus (Rebent.) Fuckel 1870 – kubianka wierzbowa[4]
- Ciboria coryli (Schellenb.) N.F. Buchw. 1943 – kubianka leszczynowa[5]
- Ciboria rufofusca (O. Weberb.) Sacc. 1889 – kubianka rudawa
- Ciboria viridifusca (Fuckel) Höhn. 1926

Nazwy naukowe na podstawie Index Fungorum. Wykaz gatunków i nazwy polskie według A. Chmiel (bez przypisów) i innych (oznaczone przypisami).